# Hildegard Lehnertová

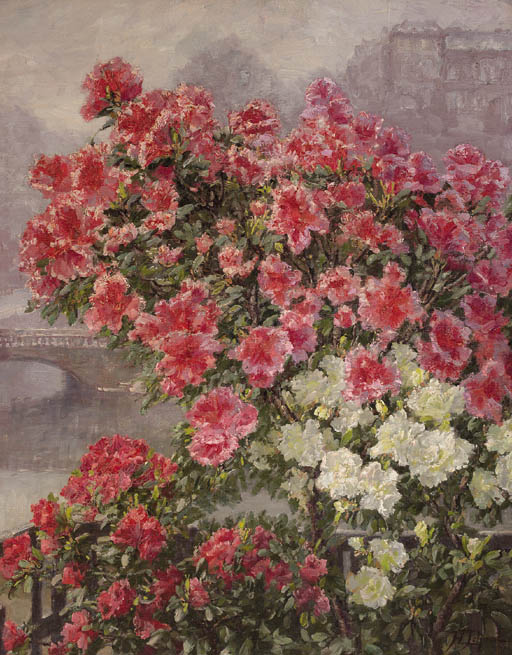
Hildegard Lehnertová: Kvetoucí azalky na Seině v Paříži, asi 1890

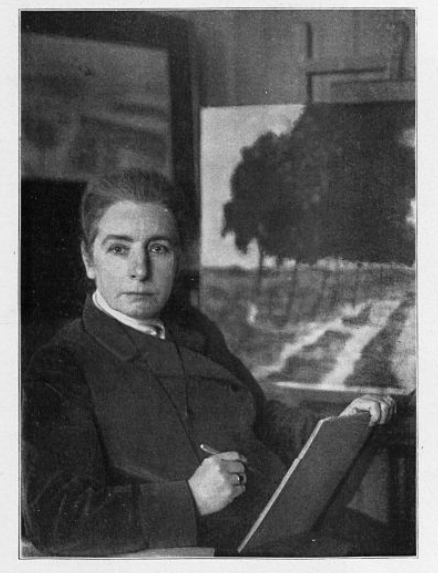
Hildegard Lehnertová (Berliner Leben, vydání 2, 1908, str. 10; Fotografie Marta Wolffová)

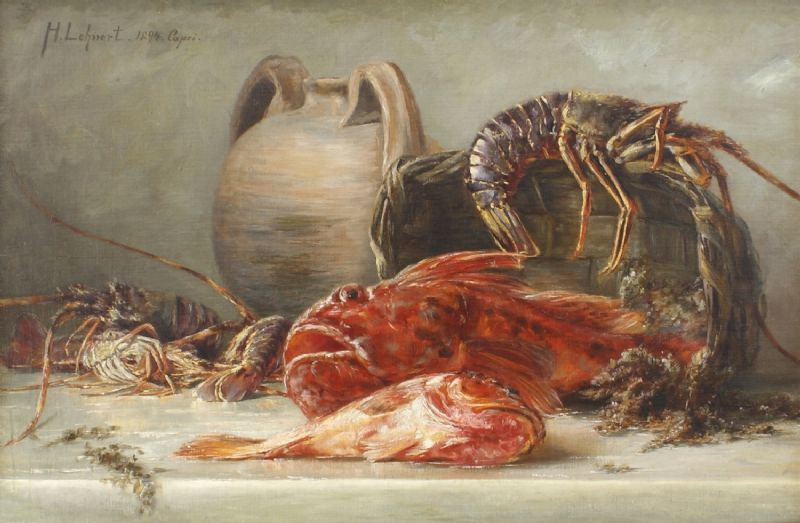
Zátiší s rybami a raky, Capri 1894

Rosa Gertrud Hildegard Lehnertová (nepřechýleně Rosa Gertrud Hildegard Lehnert; 6. ledna 1857 Berlín – 8. července 1943 Berlín) byla německá malířka, fotografka, spisovatelka a ředitelka školy.

## Životopis
Hildegarda Lehnertová byla dcerou pruského právníka a ministerského úředníka Carla Ludwiga Hermanna Lehnerta a jeho manželky Emmy Brandtové, která byla dcerou jednoho z nejvýznamnějších medailérů 19. století Henriho Françoa Brandta, ze švýcarského Neuchâtelu. Bratr její matky byl malíř Otto Brandt.
Vyrůstala ve vyšší třídě, v uměleckém a kosmopolitním prostředí. Dům svého dědečka popsala jako „umělecký”, útulný, plný cenných obrazů Breughela, Tenierse a dalších umělců a prarodičů, jejichž každodenním jazykem byla francouzština. Chodili do divadla a přijímali domácí i zahraniční hosty.

### Život a dílo
Hildegard zpočátku studovala hudbu, ale poté přešla k umění, zejména malbě. Vstoupila do dámského ateliéru malíře Karla Gussowa (1843–1907) a spolupracovala s Anni Hopf, Ottilie W. Roederstein, Helene von Menshausen, Susanne von Nathusius a Sabine Lepsius a Clarou von Rappard, z nichž všechny studovaly u Karla Gussowa. Učila se tam také Clara Lobedan a později sama vyučovala. Hildegard s ní vedla ateliér pro uměleckou každodenní keramiku v Goslaru a Berlíně.
V roce 1890 Hildegard odjela do Paříže studovat krajinomalbu u Edmonda Yona, který maloval především atmosférické krajiny a říční břehy věrné skutečnosti.
Od roku 1891 pracovala samostatně. V následujících letech podnikala studijní cesty do Itálie, Skandinávie a na německé pobřeží. Malovala především zátiší a krajiny.
Pravidelně vystavovala svá díla na výstavách. Jednalo se o výstavy sdružení ženských umělců, akademické výstavy a Velké berlínské umělecké výstavy. V roce 1893 vystavila květinový obraz v Ženské budově na světové výstavě v Chicagu.
V roce 1897 vydala knihu o svém dědečkovi, medailistovi Henrim François Brandtovi. Kromě chronologického sestavení děl, která vytvořil, obsahuje také poznámky o jeho životě a díle ve Švýcarsku, Itálii a Francii a konečně v Berlíně. V roce 1867 byla členkou spolku berlínských umělců a pracovala v umělecké škole spolku. Na konci 80. let 19. století byly mezi tamními studenty Käthe Kollwitzová a Paula Modersohn-Beckerová. Käthe Kollwitzová tam později sama učila.  Lehnertová byla ředitelkou umělecké školy v letech 1909–1922.
V 90. letech 19. století se také věnovala fotografii. Psala články do časopisů a vystavovala své vlastní fotografie, většinou záběry krajiny. Publikovala v časopise Photographische Rundschau, který vycházel od roku 1887 (v roce 1900 výstava Die Ausstellung für künstlerische Photographie in der Königl. Akademie der Künste) a v Die Kunst in der Photographie, časopise vycházejícím od roku 1896, který vzešel z Freie Photographische Vereinigung Berlin. Důraz byl kladen na umělecké aspekty a estetický obsah fotografie. V roce 1900 napsala Hildegard Lehnertová články Motiv a jeho zpracování v umělecké fotografii a Umělecké fotografie paní Aury Hertwig, Charlottenburg. Ale zatímco v prvních číslech se ještě objevovaly propracované a erudované články, po roce 1900 jich prudce ubylo a poté byly zcela vypuštěny. 
Lehnertová byla členkou hlavního výboru Allgemeine Deutsche Kunstgenossenschaft a správní rady Deutscher Kunstverein. Byla také předsedkyní Bund Deutscher Künstlerinnen-Verein.
Poté, co se v roce 1922 ve věku 65 let vzdala vedení umělecké školy, pokračovala v malování na volné noze.
Její poslední rezidenční adresa v Berlíně byla poblíž Viktoria-Luise-Platz, na Regensburger Strasse 5. Zemřela 8. července 1943.

## Publikace
- Hildegard Lehnert: Henri François Brandt: erster Medailleur an der königlichen Münze und Professor der Gewerbe-Academie zu Berlin, (1789–1845); Leben und Werke. Berlin 1897. (Digitalisat cit. 1. ledna 2022)
- Hildegard Lehnert: Die Ausstellung für künstlerische Photographie in der Königl. Akademie der Künste Teil 1 und Schluss. In: Die Photographische Rundschau 1900. (Digitalisat in forgottenbooks.com, cit. 2. ledna 2022)
- Hildegard Lehnert: Das Motiv und seine Behandlung in der künstlerischen Photographie. In: Die Kunst in der Photographie. Berlin 1897, s. 17 ff.
- Hildegard Lehnert: Künstlerische Photographien von Frau A. Hertwig, Charlottenburg. In: Die Kunst in der Photographie. Berlin 1897, s. 21 ff.